# Дай дарогу!
Дай дарогу! — белорусская панк-рок-группа из Бреста. Образована в 1998 году.
Лауреат премий «Даём рады» («Еврорадио», Минск) в номинациях «Группа года» и «Альбом года» в 2012 году, обладатель персональной награды от минского клуба Re:Public в номинации «Самый бешеный концерт», победитель «Добробаттл» (по итогам интернет-голосования) на «Доброфест 2014», лауреат премии Rock Profi 2015 в номинации «Артист года».

## История

### 1998. Создание группы. «Зарубило!»
Группа «Дай дарогу!» была образована в мае 1998 года в Бресте Юрием «Кешей» Стыльским (музыка, тексты, гитара, вокал) и Василием Копыловым (музыка, тексты, вокал). Дебютное выступление группы состоялось 25 июня 1998 года в киноклубе «Воздух» (бывший кинотеатр «1 Мая», расположенный в историческом центре Бреста). Выступление группы стало неожиданностью как для организаторов мероприятия, так и для самих музыкантов.
Вообще нас там никто не ждал. Просто мы сами встали, взяли инструменты, вышли без разрешения и отыграли свой сет. Не знаю, как нас люди поняли, но мы, покидая помещение, сами испытывали легкий шок. Это было круто!Юрий Стыльский
Чуть позже на бас в группу был приглашён Кирилл «Кириман» Скамьин. В середине июля 1998 года на Green House Studio с помощью Олега «Фёдора» Федоткина (ударные) группа записала дебютный мини-альбом «Зарубило!», состоящий из семи композиций. Вскоре этот мини-альбом был выпущен на аудиокассетах в формате сплита с демозаписью «Покупаем волосы» проекта «Киндерсюрприз» Олега «Патяма» Степанюка.
На самом деле песен было больше, но готовых, с музыкой — только семь. Но нам обязательно хотелось заявить всем, что у нас есть такие вот песни чудесные. Тогда ещё кассеты были, и я бегал, чуть ли не всем прохожим их втюхивал: мол, послушай, это же суперматериал!Юрий Стыльский
В июне 1999 года мини-альбом «Зарубило!» был дописан до полноценного альбома. Запись производилась в обновлённом составе, с ударником Анатолием Тодорским из The Shkrobots.
В это же время песня «Ехали мы, ехали» попала во второй выпуск аудиоальманаха «Брест-рок-журнал». Кроме того, эта композиция была признана хитом минской музыкальной прессой.
В августе 1999 года ударник Анатолий Тодорский уехал из Бреста по распределению и на его место в группу пришёл Александр «Смуга» Холодков. В этот период группа выступала на концертных площадках Бреста, районных центров Брестской области, а также в Бобруйске.

### 2002. «На морозе!»
21 января 2001 года в брестском ДК Железнодорожников на фестивале «Алюминиевая зима» группа представила новую программу «На морозе!», которая послужила основой для будущего альбома. Второй номерной альбом в дискографии «Дай дарогу!» записывался с осени 2001 по январь 2002 года на Green House Studio. От критиков альбом получил положительные отзывы. На альбоме есть композиции на трасянке («Баба-Гром») и польском языке («Chlopaki z Terespolu»). В июне 2002 года группу покинул Василий Копылов.
В 2002—2003 годах клипы на песни «На Ямайке» и «Она не знала» попали в хит-парад «Клип-обойма» на республиканском телевидении. Таким образом творчество группы стало доступнее массовой аудитории и нашло у неё определённый отклик: клип «На Ямайке» в течение продолжительного времени держался на втором месте в этой программе.
8 июня 2003 года группа представила в брестском кинотеатре «Мир» новую программу, которая уже представляла собой полноценное шоу с визуальным сопровождением.
14 июня 2003 года на московском лейбле Real Records вышел сборник «Бешеные бабки», куда наряду с песнями групп «Кирпичи», «Ленинград», «МультFильмы» и других, вошла композиция «На Ямайке» группы «Дай дарогу!».

### 2004. «20 см»
В 2004 году в группу вернулся Олег Федоткин.
Зимой 2004 года на профессиональном лейбле GO-Records вышел третий альбом группы под названием «20 см», который получил распространение в трёх версиях: «Для папы» (содержит ненормативную лексику), «Для мамы» (на записи присутствуют исключительно цензурные варианты песен) и «Для фанов» (содержит песню «Сане»). Впервые презентация альбома брестской группы прошла в минском клубе «Реактор». Альбом «20 см» крайне благосклонно был воспринят как критиками, так и слушателями. С его выходом существенно возросла популярность группы. Альбом стал одним из знаковых в творчестве «Дай дарогу!». В республиканской музыкальной прессе он был охарактеризован как «утяжеленный брестский рок, в котором можно наскрести, к примеру, панк с хардкором». Помимо дисков в качестве носителей, альбом в последний раз выпускается и на аудиокассетах.
В процессе его создания к группе присоединяется участник промо-группы BrestCity-Hardcore Евгений Крук, взявший на себя обязанности администратора и с 2015 тур-менеджера «Дай дарогу!». География выступлений коллектива в это время расширяется.
Нас благодарили, что могут включить кассету дома, дать послушать родителям. Мне все равно — какая версия. Моя мама все послушала и ей понравилось. В использовании ненормативной лексики нет ничего плохого, и ничего хорошего. Это нейтральная позиция. Пусть будет. Тем более я использую нецензурную лексику не для связки слов, потому что других не знаю, а когда она прямо просится, когда выражает сильные эмоции.Юрий Стыльский
В этот же период начал работать официальный сайт коллектива. В 2005 году вышел первый акустический альбом группы «Акустика-1», куда вошли лучшие песни с первых трёх альбомов. В 2007 году группа выпустила сборник своих лучших песен под названием Supersession.

### 2008. «Д.С.П.Г.»
В 2008 году, после более чем трёхлетнего перерыва, группа выпустила новый полноценный электрический альбом под названием «Д.С.П.Г.». На новый альбом вошло 19 композиций и несколько бонусных ремиксов от электронного проекта Стыльского 4Kuba. Музыкальный критик Дмитрий Безкоровайный отметил, что если бы музыканты работали в Минске, а не в Бресте, то давно бы уже стали рок-звёздами всебелорусского масштаба. В то же время альбом критиковали за обилие ненормативной лексики.
В поддержку нового альбома было снято четыре клипа на песни «День-ночь», «Д.С.П.Г.», «Тома» и «Самородок». Некоторые из этих видео получили ротацию на российском канале A-One и украинском Inter-TV.
В 2008 году состоялось первое выступление группы на территории России в рамках мото-фестиваля в подмосковном городе Фрязино.

### 2011. «Боли нет» и «Сквозь говно»
В 2011 году вышел второй акустический альбом «Боли нет». Альбом состоял практически целиком из нового материала. Заглавная песня «Боли нет» была написана в стиле группы «Ляпис Трубецкой» того периода. Бонусом она же шла на альбоме и в дуэте с самим Сергеем Михалком.
В 2011 году публике был представлен клип на песню «Температура». Сама песня выходила ещё на альбоме «20 см» 2004 года. По словам музыкантов, идея клипа родилась совершенно спонтанно, когда группа ехала мимо поля, усыпанного цветками алых маков. От момента первых съёмок до выхода готового клипа прошёл почти целый год. Много времени ушло на монтаж и спецэффекты. За неделю до премьеры фронтмен Юрий Стыльский переписал песню, добавив в неё соло. Главную женскую роль исполнила модель из Бреста Полина Циолта.

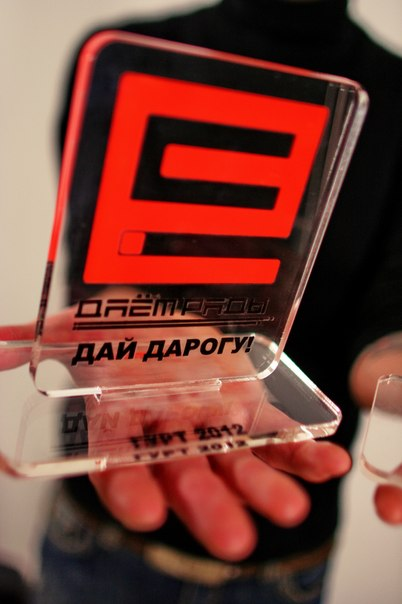
Стеклянная статуэтка «Даём рады» в номинации «Группа года»

В 2012 году группа выпустила альбом «Сквозь говно». Часть песен были новыми, остальные — перезаписанные в электричестве песни из прошлогоднего акустического «Боли нет». После записи альбома группу покинул барабанщик Олег Федоткин, место которого занял Игорь Гусев. Альбом был хорошо принят критиками. По итогам года «Дай дарогу!» стали лауреатами премии «Еврорадио» «Даём рады» в номинациях «Группа года» и «Альбом года». Также музыканты получили специальный приз от минского клуба Re:Public в номинации «Самый
бешеный концерт».
В середине марта 2013 года «Дай дарогу!» представили новую программу под названием «Велоакустика». Десять своих известных песен группа записала с новой аранжировкой в акустической версии. Песни были сыграны и записаны на видео в разрешении 4К и выложены в свободном доступе на YouTube. Съёмки проходили в ангаре по ремонту велосипедов (от этого и такое название программы). В конце 2013 года группу покинул бас-гитарист Кирилл Скамьин, на смену которому пришёл Александр Закржевский. К этому времени «Дай дарогу!» стали одними из главных фестивальных хедлайнеров Белоруссии и бесспорным концертным лидером в родном Бресте.
8 мая 2014 года был презентован клип на песню «Танкист», посвящённый игрокам в World of Tanks. В этом году группа стала активнее выступать В России. В частности принимала участие в фестивалях «Нашествие» и «Доброфест». В конце 2014-начале 2015 года группа отметила десятилетие альбома «20 см» большим туром по белорусским городам.

### 2015. «Дай дарогу!»
В начале 2015 года «Дай дарогу!» начинает работать с новым барабанщиком Ильей Терещуком и приступает к записи одноимённого альбома, презентованного 8 мая 2015 в клубе минском клубе Re:Public.
В 2016 году группа проводит мини-тур по городам России совместно с Noize MC. В начале лета 2016 года «Дай дарогу!» входит в «ТОП-5 самых популярных фестивальных групп Украины». По версии авторитетного билетного распространителя KARABAS и Интернет-издания Neformat.
В 2016 году группа записала первую песню на белорусском языке «Не веру». На песню так же был снят видеоклип.
21 января 2017 года «Дай дарогу!» принимали участие в съёмках программы Belsat Music Live канала БелСат.
8 мая 2018 года в минском клубе Prime Hall прошёл большой концерт посвящённый 20-летию группы. Об этом концерте был снят документальный фильм, презентация которого состоялась в сентябре. В конце сентября группа выпустила сингл «Помоги». На песню была снята небольшая короткометражка на 7 минут. Сюжет видео развивается в будущем, когда белорусский учёный-самоучка изобретает машину, клонирующую картошку.

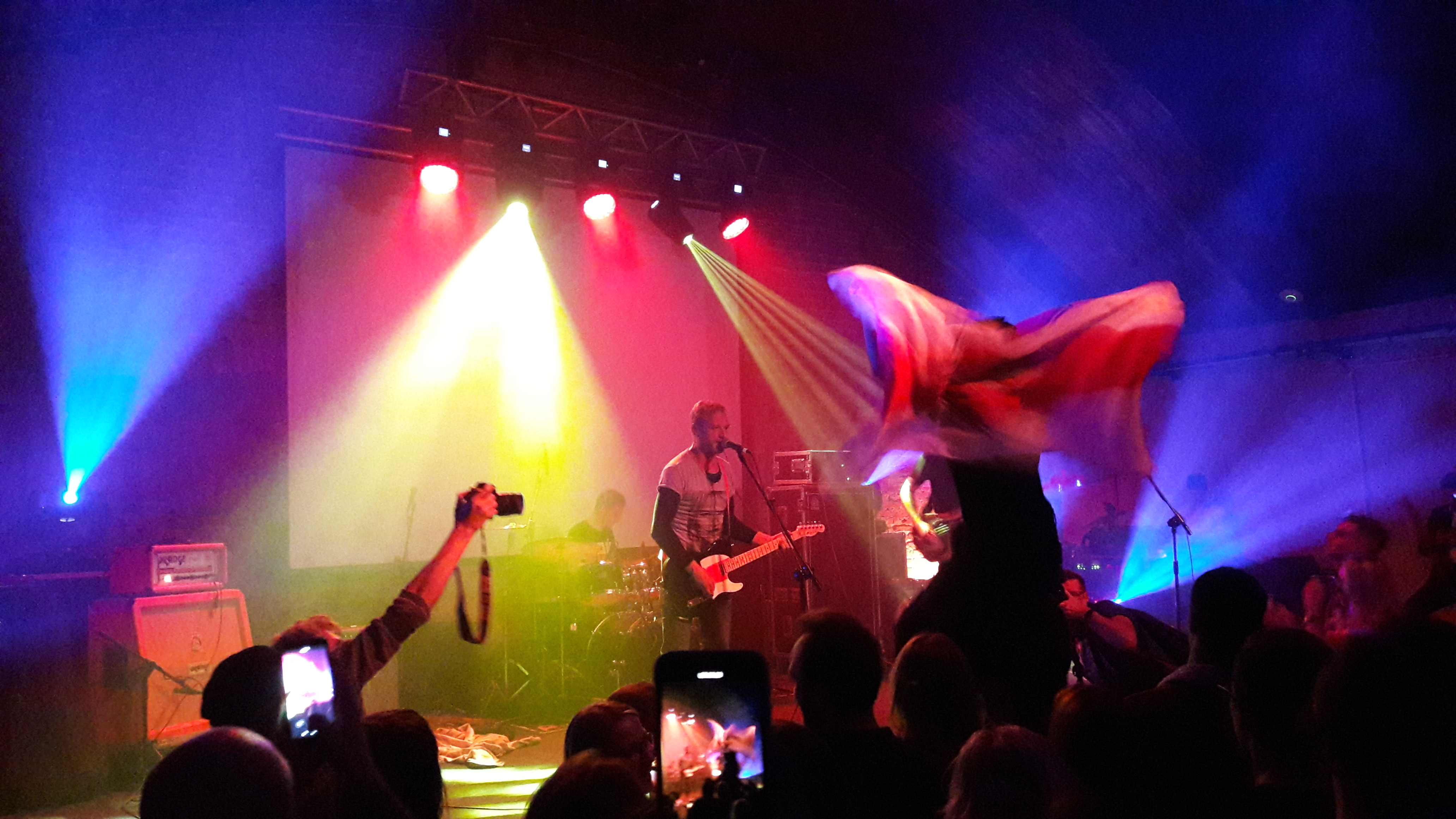
Концерт Solidarni z Białorusią в Варшаве, 2019 год

24 января 2019 года группу покинул Евгений Крук, выполнявший обязанности тур-менеджера группы на протяжении 4 лет с 2015 по 2018 годы. 8 февраля 2020 года музыканты «Дай дарогу!» в социальных сетях распространили сообщение, в котором обвинили бывшего менеджера в мошенничестве. По их словам, в бытность менеджером Крук вёл двойную бухгалтерию, а после увольнения продолжал выдавать себя за менеджера группы, организовывая и отменяя концерты, чем нанёс коллективу большие убытки.

### 2020. «Под вой собак»
В середине лета 2020 года вышел клип на песню «Баю-бай» из готовящегося нового альбома. Песня и клип были созданы под влиянием событий происходящих в это время в стране. По сюжету клипа автозаки-молотилки гоняются по полю за людьми. Видео было сделано на игровом движке Unreal Engine 4.
Новый альбом под названием «Под вой собак» был выпущен 22 октября. Сам альбом был записан ещё летом и должен был выйти в августе, но из-за начавшихся протестов его выход был отложен. Сам Юрий Стыльский в это время несколько раз задерживался сотрудниками милиции. Первоначально альбом должен был носить название «Нет на вас ментов», однако после всего того, что после выборов творилось на улицах, это название было сочтено музыкантами слишком бесчеловечным и изменено, хотя песня с таким названием на альбоме осталась. Помимо названия была изменена и обложка. Новую обложку нарисовала минская художница Анна Крук. Было сообщено, что почти готовы клипы на песни «Дискотека», «Жара и море» и «Нет на вас ментов», которые будут выходить постепенно.

## «Дай дарогу! ТВ»
Периодически Юрий Стыльский делает видео под названием «Дай дарогу! ТВ» с ответами на популярные вопросы фанатов и рассказывает о жизни группы. По просьбе зрителей несколько видео были посвящены его бабушке-соседке и её коту Ко́те. Позже в одном из интервью Стыльский рассказал, что эта бабушка уже умерла и ей было более 90 лет.

## Дискография
Студийные:
- 1999 — «Зарубило!»
- 2002 — «На морозе!»
- 2004 — «20 см»
- 2008 — «Д.С.П.Г.»
- 2012 — «Сквозь говно»
- 2015 — «Дай дарогу!»
- 2020 — «Под вой собак»

Акустические:
- 2005 — «Акустика-1»
- 2011 — «Боли нет» («Акустика-2»)

Сборники:
- 2006 — Supersession

## Видеография

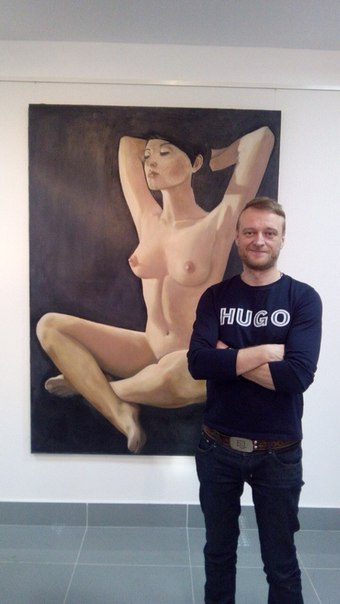
Лидер группы Юрий Стыльский на фоне одной из написанных им картин

- 2002 — «На Ямайке»,
- 2003 — «Она не знала»,
- 2004 — «Прыгай в коляску»,
- 2004 — «20 см», Лидер группы Юрий Стыльский на фоне одной из написанных им картин
- 2004 — «Новый год»,
- 2006 — «Семья у»,
- 2009 — «День-ночь»,
- 2009 — «Д.С.П.Г.»,
- 2009 — «Тома»,
- 2009 — «Самородок»,
- 2011 — «Температура»,
- 2012 — «Я не ведусь»,
- 2015 — «Отравлены мозги»
- 2015 — «Танкист»,
- 2016 — «Выходи»,
- 2017 — «Не веру»,
- 2018 — «Помоги!»,
- 2020 — «Баю-бай»,
- 2020 — «Дискотека»

## Состав

### Актуальный состав
- Юрий Стыльский — вокал, гитара, тексты, музыка

### Бывшие участники
- Игорь Гусев — ударные (2012—2015)
- Кирилл Скамьин — бас-гитара, бэк-вокал (1998—2013)
- Василий Копылов — вокал, тексты, музыка (1998—2002)
- Олег Федоткин — ударные (1998, 2004—2012)
- Александр Холодков — ударные (1999—2004)
- Анатолий Тодорский — ударные (1999)

## Фестивали

### 2009
- 25 апреля — байк-фест «Хавайся у бульбу!» (Гродно, РБ)[40]
- 16 мая — IX Международный байк-фестиваль «Брест-2009» (Брестская область, РБ)[41]
- 04 июля — open-air «Разгрузка разрешена» (Обнинск, РФ)[42]
- 22 августа — open-air «Приход-IV» (Могилёв, РБ)
- 30 августа — фестиваль «GO-FEST Альтернатива есть! 2009» (Минск, РБ)[43]
- 11 октября — концерт в рамках конференции «Рок и шоу-бизнес в Беларуси» (ДК Железнодорожников, Брест)[44]
- 27 декабря — фестиваль «Калядны драйв 2009» (Витебск, РБ)[45]

### 2010
- 08 января — «Альтернативный Новый год» (Могилёв, РБ)
- 28 мая — Х Международный байк-фестиваль «Брест-2010» (Брестская область, РБ)
- 27 августа — IV Международный Лидский байк-фестиваль (Лида, РБ)
- 29 августа — фестиваль «Ещё лето» (Брест, РБ)

### 2011
- 28 мая — XI Международный байк-фестиваль «Брест-2011» (Брестская область, РБ)
- 17 июня — Goblin-show (Одесса, Украина)
- 27 августа — V Международный Лидский байк-фестиваль (Гродненская область, РБ)[46][47]
- 17 сентября — фестиваль «Первый осенний съезд» (Конаково, Тверская область, РФ)[48]

### 2012
- 28 апреля — VIII Международный мотофестиваль «Хавайся у бульбу!» (Гродненская область, РБ)[49]
- 30 июня — мотофестиваль «MotoFestWest» (Брестская область, РБ)[50]
- 07 июля — фестиваль музыки и уличных видов спорта Extreme Power Fest (Могилевская область, РБ)[51]
- 31 августа — VI международный мотофестиваль «Лида-2012» (Гродненская область, РБ)[52]
- 28 октября — Men’s Fest III (Брест, РБ)

### 2013
- 18 мая — байк-фестиваль «2ой МотоУлет» (Каменец, Брестская область, РБ)
- 25 мая — XIII Международный байк-фестиваль «Брест-2013» (Брестская область, РБ)
- 07 июня — байк-фест «Волчьи тропы» (Бобруйск, РБ)
- 02-03 июля — фестиваль Мост (open-air) (Минск (Боровая), РБ)[53]
- 05 июля — XV Motopiknik (Komarowka Podlaska, Polska)
- 16-18 июля — Goblin-show (Одесса, Украина)
- 30 августа-01 сентября — VII Международный Лидский байк-фестиваль (Гродненская область, РБ)
- 31 декабря — «Новый год в замке», Rock’n’Rave-2014 (РБ)

### 2016
- 2-3 мая — MAINSTAGE UA open air (мотодром «Агро-союз», ул. Нижнеднепровская, 1, Днепропетровск (Днепр), Украина)
- 7-10 июля — Фестиваль Файне Місто (Тернополь, Украина)
- 28-30 июля — V український благодійний рок-фестиваль «Woodstock Ukraine» (Свирж, Львовская область, Украина)
- 29-31 июля — фестиваль Импульс Фест 2016 (Безлюдовка, Харьков, Украина)
- 19-21 августа — фестиваль Захід (Готельно-відпочинковий комплекс «Чарівна долина», Родатичі, Львівська область, Украина)
- 1-4 сентября — фестиваль Республіка (Каменец-Подольский, Украина)